# Sukabumi
Sukabumi – miasto w Indonezji na Jawie w prowincji Jawa Zachodnia u podnóża wulkanu Gede; powierzchnia 48 km²; 276 tys. mieszkańców (2005).
Położone na wysokości 600 m n.p.m.; uzdrowisko i ośrodek turystyki górskiej; w pobliżu gorące źródła.
Ośrodek regionu rolniczego, uprawa kauczukowca, ryżu, kukurydzy, herbaty, palmy kokosowej i manioku; przemysł spożywczy, włókienniczy i maszynowy.